# الاكتئاب المقاوم للعلاج
الاكتئاب المقاوم للعلاج هو مصطلح يستخدم في الطب النفسي السريري لوصف حالة تؤثر على الأشخاص المصابين باضطراب اكتئابي شديد ولا يستجيبون بشكل كافٍ لكورس من الأدوية المضادة للاكتئاب المناسبة خلال فترة زمنية معينة. تتنوع التعريفات النموذجية للاكتئاب المقاوم للعلاج، ولا تشمل مقاومة العلاجات النفسية. عُرِّفت الاستجابة غير الكافية تقليديًا بأنها عدم وجود استجابة سريرية على الإطلاق (على سبيل المثال، عدم تحسن الأعراض الاكتئابية). على أي حال، يعتبر العديد من الأطباء الاستجابة غير كافية إذا لم يتعافى الشخص بشكل كامل من الأعراض. يشار أحيانًا إلى الأشخاص المصابين بالاكتئاب المقاوم على العلاج والذين لا يستجيبون بشكل كافٍ للعلاج المضادة للاكتئاب بأنهم مقاومون بشكل كاذب. بعض العوامل التي تسهم في عدم كفاية العلاج هي: التوقف المبكر عن العلاج، وعدم كفاية جرعة الدواء، وعدم امتثال المريض، والتشخيص الخاطئ، والاضطرابات النفسية المتزامنة. يمكن الإشارة أيضًا إلى حالات الاكتئاب المقاوم للعلاج بحسب الدواء الذي يكون الشخص مقاومًا له (على سبيل المثال: المقاومة على مثبطات استرداد السيروتونين الانتقائية). في الاكتئاب المقاوم للعلاج، توجد أدلة ضعيفة فقط تدعم إضافة علاجات أخرى مثل العلاج النفسي أو الليثيوم أو أريبيبرازول اعتبارًا من عام 2019.

## عوامل الخطر

### الاضطرابات النفسية المرافقة
عادة لا تُكتشَف الاضطرابات النفسية المرافقة خلال علاج الاكتئاب. إذا تُركَت دون علاج، يمكن أن تتداخل أعراض هذه الاضطرابات مع كل من التقييم والعلاج. تعد اضطرابات القلق أحد أشيع أنواع الاضطرابات المرتبطة بالاكتئاب المقاوم للعلاج. يوجد الاضطرابان معًا بشكل شائع، ولهما أعراض متشابهة. أظهرت بعض الدراسات أن المرضى الذين يعانون من اضطراب اكتئابي شديد واضطراب الهلع هم الأكثر عرضة لعدم الاستجابة على العلاج. قد يكون تعاطي المخدرات أيضًا مؤشرًا على الاكتئاب المقاوم للعلاج. قد يتسبب في عدم امتثال مرضى الاكتئاب لعلاجهم، ويمكن أن تؤدي تأثيرات بعض المواد إلى تفاقم آثار الاكتئاب. تشمل الاضطرابات النفسية الأخرى التي قد تتنبأ بوجود اكتئاب مقاوم للعلاج: اضطراب نقص الانتباه وفرط النشاط، واضطرابات الشخصية، واضطراب الوسواس القهري، واضطرابات الأكل.

### الاضطرابات الطبية المرافقة
قد يعاني بعض الأشخاص الذين شُخِّصت إصابتهم باكتئاب مقاوم للعلاج من حالة مرضية كامنة غير مشخصة تسبب اكتئابهم أو تساهم في حدوثه. تعد اضطرابات الغدد الصماء مثل قصور الغدة الدرقية ومرض كوشينغ ومرض أديسون من أكثر الاضطرابات التي تُحدَّد بأنها تساهم في حدوث الاكتئاب. وتشمل الأمراض الأخرى داء السكري ومرض الشريان التاجي والسرطان وفيروس نقص المناعة البشرية وداء باركنسون. ومن العوامل الأخرى أن الأدوية المستخدمة لعلاج الاضطرابات الطبية المرافقة قد تقلل من فعالية الأدوية المضادة للاكتئاب أو تسبب أعراض الاكتئاب.

### ملامح الاكتئاب
الأشخاص المصابون بالاكتئاب والذين يظهرون أيضًا أعراضًا ذهانية مثل الأوهام أو الهلوسات يكونون أكثر عرضة لمقاومة العلاج. من السمات الاكتئابية الأخرى التي ارتبطت بضعف الاستجابة للعلاج: طول مدة النوبات الاكتئابية. أخيرًا، الأشخاص الذين يعانون من اكتئاب أكثر حدة وأولئك الذين يميلون إلى الانتحار يكونون أكثر عرضة لعدم الاستجابة على العلاج المضاد للاكتئاب.

## العلاج
هناك ثلاث فئات أساسية من العلاج الدوائي يمكن استخدامها عندما يتبين أن الكورس العلاجي غير فعال. أحد الخيارات هو تحويل المريض إلى دواء مختلف. ومن الخيارات الأخرى إضافة دواء للعلاج الحالي للمريض. يمكن أن يشمل ذلك العلاج المركب: مزيجًا من نوعين مختلفين من الأدوية المضادة الاكتئاب، أو العلاج التضخيمي: إضافة دواء غير مضاد للاكتئاب قد يزيد من فعالية دواء مضاد الاكتئاب.